# X264
x264 és una biblioteca de programari gratuïta i de codi obert i una utilitat de línia d'ordres desenvolupada per VideoLAN per codificar fluxos de vídeo al format de codificació de vídeo H.264/MPEG-4 AVC. Es publica sota els termes de la Llicència Pública General de GNU.

## Història
x264 va ser desenvolupat originalment per Laurent Aimar, que va aturar el desenvolupament l'any 2004 després de ser contractat per ATEME. Loren Merritt es va fer càrrec del desenvolupament. Més tard, l'any 2008, Fiona Glaser es va incorporar al projecte. Tots dos van deixar de contribuir el 2014. Avui, x264 està desenvolupat principalment per Anton Mitrofanov i Henrik Gramner.

## Capacitats
x264 proporciona una interfície de línia d'ordres així com una API. El primer és utilitzat per moltes interfícies gràfiques d'usuari, com ara Staxrip i MeGUI. Aquest últim és utilitzat per moltes altres interfícies, com HandBrake i FFmpeg.
x264 implementa un gran nombre de funcions en comparació amb altres codificadors H.264.
x264 conté algunes millores psicovisuals que tenen com a objectiu augmentar la qualitat subjectiva del vídeo codificat.
- Quantització adaptativa en dos modes utilitzant VAQ. El segon mode, un afegit posterior, adapta la força per fotograma per intentar millorar la qualitat.
- Optimització psicovisual de la velocitat–distorsió que intenta mantenir una complexitat similar. La complexitat es mesura mitjançant una combinació d'optimització de suma de quadrats (SSD) i suma de diferències transformades absolutes (SATD).
- Control de velocitat d'arbre de macroblocs, que controla la qualitat mitjançant el seguiment de la freqüència amb què s'utilitzen parts del fotograma per predir fotogrames futurs.